# Martin (Tennessee)
Martin és una població dels Estats Units a l'estat de Tennessee. Segons el cens del 2000 tenia 10.515 habitants.

## Demografia
Segons el cens del 2000, Martin tenia 10.515 habitants, 3.773 habitatges, i 2.029 famílies. La densitat de població era de 327,7 habitants/km².
Dels 3.773 habitatges en un 24% hi vivien nens de menys de 18 anys, en un 41,1% hi vivien parelles casades, en un 9,9% dones solteres, i en un 46,2% no eren unitats familiars. En el 34,1% dels habitatges hi vivien persones soles l'11,5% de les quals corresponia a persones de 65 anys o més que vivien soles. El nombre mitjà de persones vivint en cada habitatge era de 2,2 i el nombre mitjà de persones que vivien en cada família era de 2,87.
Per edats la població es repartia de la següent manera: un 16,7% tenia menys de 18 anys, un 32,6% entre 18 i 24, un 21,4% entre 25 i 44, un 16,4% de 45 a 60 i un 12,9% 65 anys o més.
L'edat mediana era de 26 anys. Per cada 100 dones de 18 o més anys hi havia 86 homes.
La renda mediana per habitatge era de 26.493 $ i la renda mediana per família de 38.648 $. Els homes tenien una renda mediana de 29.836 $ mentre que les dones 22.219 $. La renda per capita de la població era de 15.184 $. Entorn del 15,8% de les famílies i el 27,1% de la població estaven per davall del llindar de pobresa.

## Poblacions més properes
El següent diagrama mostra les poblacions més properes.